# Кулики (Ялуторовський район)
Кулики́ (рос. Кулики) — присілок у складі Ялуторовського району Тюменської області, Росія.
Населення — 70 осіб (2010, 67 у 2002).
Національний склад станом на 2002 рік:
- татари — 85 %